# 阿尔冈西
阿尔冈西（法語：Argancy，法語發音：[aʁɡɑ̃si]；洛林语：Ercanci）是法国摩泽尔省的一个市镇，属于梅斯区。

## 地理
阿尔冈西（49°11'45"N, 6°12'10"E）面积11.45 平方千米，位于法国大東部大區摩泽尔省，该省份为法国东北部内陆省份，是洛林的一部分，西南接默尔特-摩泽尔省，东临下莱茵省，北与卢森堡和德国接壤。
与阿尔冈西接壤的市镇（或旧市镇、城区）包括：拉马克斯、昂蒂利、沙伊莱塞讷里、沙尔利-奥拉杜尔、埃讷里、欧孔库尔、马尔鲁瓦、瓦皮。

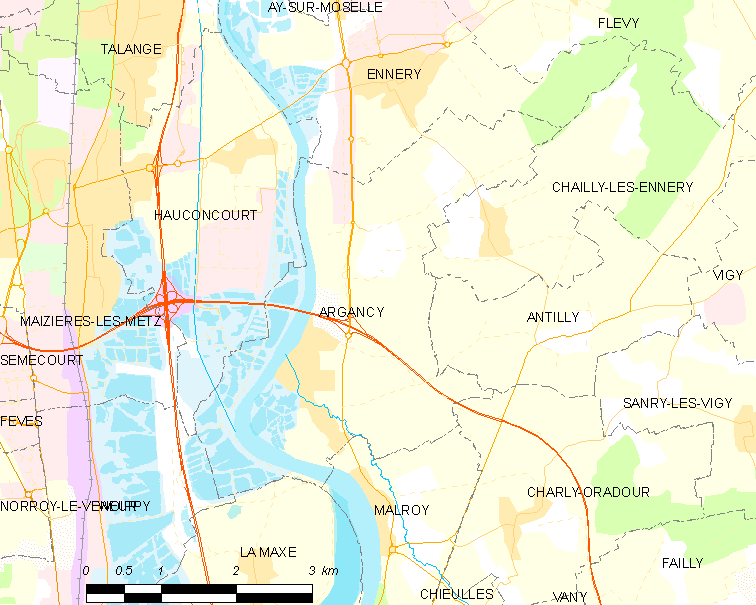
阿尔冈西的OSM定位图

阿尔冈西的时区为UTC+01:00、UTC+02:00（夏令时）。

## 行政
阿尔冈西的邮政编码为57640，INSEE市镇编码为57028。

## 政治
阿尔冈西所属的省级选区为梅斯地区县。

## 人口

1962-2008年间阿尔冈西人口变化图示

阿尔冈西于2022年1月1日时的人口数量为1334人。